# 荀子
荀子（约公元前316年—约公元前237年至公元前235年），名況，被尊稱為荀卿，又稱孫卿:273，中國戰國時代儒家學者和思想家，趙國人，曾擔任齊國稷下學宮祭酒、楚國蘭陵令，到趙國、秦國遊說諸侯，宣揚儒學和傳授六經，批評子思、孟子等其他儒者及墨家、道家等其他學派，有韓非、李斯等弟子，著作後世編為《荀子》一書。作为先秦儒家代表人物，与孔子、孟子合称孔孟荀。
荀子祖述孔子，重視道德倫理，提倡仁義、禮義和忠信，集先秦禮論之大成，重視以禮修身和禮制教育。他相信性惡論，人與生俱來本無道德，若放縱情欲不加節制，將互相仇恨和鬥爭；道德價值是後天人為建構的，由聖人創造，以規範和美化人性。荀子重視人的理性和學習能力，認為善行是後天學習而得的，人人都有學習禮義的能力；君子應憑著個人修養，鍥而不捨的努力，日積月累養成美德。政治上荀子提調尊君，強調君主確立社會秩序與道德教化的作用，彰顯儒家的聖王理想與政教合一的觀念。荀子主張任用賢能，國君把政務交與大臣處理；國家要控制思想，打擊異端邪說，以法律補充禮制以維繫社會秩序。自然論方面，荀子傾向唯物主義，認為天地並無意志，不信墨家天人感應和鬼神之說，提出利用自然和改造自然。
荀子受譽為一代大儒，地位崇高，對後世特別是漢代的儒學思想與政治文化影響頗深。在宋、元、明三朝曾從祀於孔廟；但因其性惡論及曾抨擊孟子，自宋代以來也受不少儒者批評，被視為孔門異端（至少是「歧出」），甚至是法家人物。直至清代才因考據學而又被重新評估、定位。

## 生平
几乎所有关于荀子的生平资料，都来自于荀子去世后编辑而成的《荀子》一书，或者西汉司马迁所著的史记中的传记。而《史记》中的记载，尤其是著名哲学家的传记，时有失真之处。因此，现今所拼凑出的荀子生平，必然是包含部分推测。
約在公元前316年，荀子生於趙國，15歲左右時到了齊國，在稷下學宮研習到30歲左右。燕國戰勝齊國，迫使荀子離開齊都臨淄，在前286年到前278年間居留楚國。後來秦軍攻進楚國首都郢城，齊襄王奪回臨淄，荀子於是回到稷下學宮，之後三度被任命為祭酒，負責主持典禮。在前265年至前261年間，荀子曾拜見趙孝成王、秦國應侯范雎及秦昭王，在趙孝成王御前與臨武君論辯:56、67。前255年，楚國春申君帶兵滅魯國，任命荀子出任蘭陵令。期後他可能一度離職前赴趙國，擔任趙孝成王的上卿。前238年，春申君逝世，荀子解任蘭陵令，繼續住在蘭陵，約在前237年至前235年間去世，享年79歲至81歲:60-61、66。荀子傳授《詩經》、《春秋》、《禮經》及《易經》:274，弟子可考的，有陳囂、李斯、浮丘伯、韓非、張蒼五位，當中浮丘伯最能傳承荀子的學問與學說:62-63，李斯則在前247年辭別荀子到秦國求取官職:275。

## 學派
荀子祖述孔子，認為當時各家學說俱有所蔽，唯有孔子「仁智而不蔽」，了解「道」之全體:351。荀子自視為孔子的真正繼承人:677，學術思想上承子弓，稱讚子弓是儒學正宗傳人，這個子弓可能是孔子弟子子游:73、子貢或冉雍:273。荀子在《荀子‧非十二子》篇除了批駁當時各家學說之外:379，亦批評同門各派的弊病:273。他批子張、子夏和子游的門下是「賤儒」:326，把子思及孟子歸作同類，視為「瞀儒」:425，指責兩人只能偏頗地理解先王之道而不了解體統，妄作「五行」之說而幽隱無解:685。
荀子可能向宋鈃學習過，稱之「子宋子」，但不滿宋的學說龐雜無章與詭辯，荀子也批評墨子、法家申不害、慎到、道家莊子、名家公孫龍子等:41。他指責墨家只知嚴格節儉，卻忽略了禮的作用；批評莊子只知道「天」而不知道人；斥責慎到只知創立新法律，而忽略賢人:327；反駁當時的詭辯理論，如宋鈃的「多侮不辱」、《墨經》的「殺盜非殺人也」、惠施的「山淵平」等:716-717。荀子吸收各家各派思想，其哲學「是與戰國諸子思想交流和綜合之思想體系」:36。他受老莊道家影響:91；中國大陸學者比較強調黃老道家思想對荀子的影響，而台灣學者則傾向持荀子還是有異於黃老道家的觀點:40。《史記》記載荀子曾遊學齊國，日本學者佐藤將之認為荀子受當時齊國學術思想的影響，偽托管仲的《管子》一書有國之四維的主張，以禮為首，可能是荀子思想來源之一:46、64-65）。同時佐藤亦認為荀子設計治理天下的藍圖，很可能參考過《管子．立政》一篇所列出的官職，加以擴充:58。

## 思想

### 道德
荀子的道德信念像孟子一樣強，他認為道德是統一天下的絕對必要條件，倫理價值的實踐與否，將決定國家興衰與天下治亂:28、80。與法家不同，法家認為道德價值對國家秩序來說並無正面作用，荀子則認為倫理道德能統合社會:304。荀子以仁義、禮義、忠信為儒家的最高倫理價值:478，其中又以仁義最重要，仁義有時也與禮義並列。今本《荀子》「仁」字出現134次，「仁義」出現32次，比《孟子》中的27次還要多。遊說國君時，荀子提倡的德目常常就是仁。仁義是最高價值:256、264、262，之所以強調「禮」，是因為禮是實踐仁義的有效方法，二者相輔相成；相對於仁義，禮就是一種手段:7、262-263。仁義和禮義培育和教化百姓，讓人們能在社會中共同生活，抑制出軌行為:194。君子與大儒卓然獨立於社會之外，是人類社會的道德領袖:163。孔、孟視堯舜為理想人格，荀子則認夏禹更堪模範，可能是因為禹有治洪水的功績:135。

#### 禮儀
荀子集先秦禮論之大成:75，思想系統以禮為核心，今本《荀子》用「禮」字多達342次:322。儒家的禮，廣義指一切典章制度:75，內涵十分廣闊，包括慶典、儀式、鄉俗、朝制等:62，甚至可指整體社會習俗:298，不只是冠婚喪祭、揖讓進退之事:206。荀子認為，禮的三種功能是：滿足人的欲望、提高人的道德質素，以及成為政府及民間運作的依據。禮使人們的飲食、穿著、生活和舉止更和諧適切，是士人君子的社會規範、儀式指南:347、376-377和教化工具:193，是人對於性情的自我規範，以適當的方式使欲望得到恰當的滿足:44、35，確立人的社會地位，表達人的情感，實踐社會和諧，美化人的本性:44。人的欲望無法避免，不能根除，但又不可放任。儒家禮儀能「養人之欲，給人之求」，以轉移、疏導、淨化的策略，透過社會認可的途徑，使人的欲求得以宣洩:364，限制在不會傷及社會秩序的程度內:347，加以節制，使其作為生活推動力，不致泛濫成災:204。藉著禮的實踐，人面對生死與婚姻時所表達的情緒，便能維持在最文明的程度，人的欲望、氣息、情感和言行，可以處於和諧狀態，人的德性能在禮的實踐中呈現，人類社會因為禮而得以有秩序和安寧:364、27-28。
荀子極重視以禮修身和禮制的教育:159。禮是倫理價值，是修身時具體實踐的項目:27；禮制鼓勵君子行事節制、謙讓，避免與人競爭，依禮行事的，才可以成為社會的上層成員:158-159。統治者必須以禮義修身才能成為君子，實現理想中和諧的社會秩序。選出相國時，也要採用禮為道德標準:316、27。君子制定和推行禮教，建立善良的社會風俗，百姓在日常生活中加以遵守:205、207。為寄託喪親的哀思，荀子支持為父母守喪三年的制度:298。荀子也支持音樂，反對墨家「非樂」的主張，認為音樂有助建立和諧社會秩序，能安撫人的情感，控制人的情緒:340、342，是陶冶民情的關鍵方法:156。禮樂能影響人的趣味，導人向善:300。荀子對禮樂有一種奉獻精神，不只是在社會功用的層次來欣賞禮樂，在荀子筆下，禮似乎潛在於宇宙論秩序之中:310-311，可提昇到超自然的層面，能影響宇宙、社會和個人，是宇宙間一種不變和統一的力量:160；而音樂所達成的和諧，可比擬作天地秩序的和諧:344。

#### 性善論與性惡論
荀子主張性惡論，「人之性惡，其善者偽也」。人與生俱來有好利、嫉惡之心、耳目聲色的欲望:76，對食物、溫暖、休息、利益和避免受傷的欲望。這些欲望人盡皆同，仁君和暴君都有，本質上既不善也不惡，在道德上是中立的:198。但人的天性使人有為惡的潛力。人的欲望沒有限制，很難完全滿足:200，人性還會主動地自私，違背社會秩序:42。若放縱情欲，不加節制:201，任其發展，則必有爭奪和淫亂之事:76，人會互相仇恨、爭奪和欺凌，破壞人的道德，形成災禍:200-210。當欲望失去控制，導致社會混亂時，就稱得上邪惡:206。學者指出，「性」在荀子其實是道德中立的:448。荀子相信，人性可以為善，可以為不善:186，風俗習慣可以轉化人的情感與欲望:28，湯、武在位時，百姓會為善；桀、紂在位時，百姓則會為惡，這一點荀子與告子有相似之處，二人都認為道德仁義是人為建構的，而「性」在道德上是中立的:191、188。
荀子否定人有先天的道德觀念:731。人性中並無道德的原理，正如天是自然之天，其中亦無道德原理。道德是人為的，即所「偽」:357。荀子主張「化性而起偽」，用人力改變天性。社會制度，道德文化，都是人為的，經過學習而得。道德不是自然界本有的東西，而是後天環境和社會教養的產物:729、732，人的善行是後天學習而得的，並非本性。適當地限制情欲，對人有利無害:201，通過人為的工夫，人類可以控制和轉化情欲，使之與禮義相結合，成就理想人格:22。荀子以自我否定為人格發展的契機，對自我的否定愈嚴厲，愈會發展為高水準的人。性惡論的意義，在於由否定邪惡的自我而邁向善:102。荀子這種人性中本無道德的看法，可能間接受道家影響，談到道德仁義改變人的天性時，莊子和荀子都以泥土和木材製造器皿為比喻:281。但荀子對人性並不悲觀，因人性中有「義」，「人有氣有生有知，亦且有義，故最為天下貴也。」人能辨別或認知是非善惡:201，人和禽獸的分別在於人獨有的「義」，即道德感和正義感:338，道德可以有效地克服人的自私傾向:47，人人都有學習禮義的能力，故理論上人人都可以做夏禹:731。
荀子的人性論與孟子根本對立，孟子主張性善，荀子主張性惡，批評孟子的性善論:728、730。針對孟子「孺子入井」的例子，荀子舉出反例：兄弟爭財，沒有一個不自私自利:41；孟子承認，人的善性常會失去，荀子反駁，視力和聽覺等天性是不會失去的，能輕易喪失的善性根本就不是本性:275。但他和孟子一樣，都相信人性可臻於完美:121，普通人都可以成聖:47。有學者認為，荀子「性惡」論的說法是言過其實的，當荀子承認人有成德的條件時，根據孟子對「性」一字的用法，荀子等於承認性善:447。楊懋春認為，孟子講性善，荀子講性惡，二者其實沒有重大區別，孟子的「四端」也有待人用工夫加以培養，才能成為美德:203。荀子既主張人有行善的潛能，就和孟子的「四端」說一致:208。莊錦章反駁這種說法，荀子其實否定孟子那種「自然善的性」，「善」不是人原始、自然的身體功用，而是學習外在的禮而成的，禮亦可以違背我們的性:209。

#### 道德基礎
理性是荀子學說的關鍵所在:286。根據荀子的看法，人類道德的基礎，是人的理性和認知能力。人類之所以有道德，是因為人們自覺地約束欲望，自覺地按社會規範行事:37。荀子強調「智」，相信理智:124；「偽」強調人的思慮和反省能力:7。人性中雖無善端，但有相當的聰明才力，可以學曉仁義，養成習慣而成為君子:358-359，每個人皆有知善和行善的能力:189。禮義類似於語言，人天生有語言的能力，但必通過學習才能掌握語言；人天生有知，但必須通過學習才能掌握禮義:43。人和動物不同，在於人「有義」，即有劃分社會階級，以建立社會的能力，並且有理性、能作長遠思考:196-197。人的性惡可以使人倒退到動物的層次，無法生存，正是人類天性的缺陷，迫使其邁向文明:287。人類明白必須合群合作才能生存，也知道人類必須有道德制度才能合群，於是智者制定道德制度，眾人加以接受。這是從功利主義的角度解釋國家社會的起源與禮教的理論根據，與墨子所說相似:365。人的理性其實包含善的種子，人的心或理性，可以使人作出昂然不屈甚至捨生取義的選擇:289-290。但荀子把人的理智能力，從人性的定義中劃分開來:283，這些能力本身並非「道德的能力」或先天的道德感，因此與孟子不同:189、196。
荀子認為，廣泛的知識和堅定的意志，是成功實踐禮義的條件:203，聖王及教育都非常重要:121。人天生是卑鄙和心胸狹窄的，若沒有典範或老師的指導，個人很可能僅從自利的角度思考事情:199。人性中既無仁義道德，要學習仁義道德，猶如逆水行舟，必須專精極勤。荀子主張靜心，不要讓胡思亂想妨礙智謀:364、353。君子憑著個人修養，鍥而不捨的努力，日積月累養成美德:202。對荀子而言，有潛力實行，不等同於實際能夠實行。普通人雖然具有認識和實踐禮義的能力，其品質可以藉著漸進的努力、風俗與習慣而改變，但由於某方面的人格特質，或由於環境條件限制，有些人便不努力、不願意去實踐，因此無法成為聖人:201-202。世上實際上只有少數聖人，大多數人都因發展其他方面的能力而失去成聖的機會:289。

#### 道德規範
荀子較重視人類行為的外在規範，而不甚著重個人的道德判斷:368。為了節制欲望，防止人性貪婪對社會造成威脅，人們需要外在的管束:157，人性的修正必須依靠外力。道德禮義由聖人發明:285-286，聖人改善人性，就像匠人對原材料加工而製成藝術品:304。古代聖人與後世人的不同在於，前者必須依靠自己創造道德，而後者因文化傳統業已建立，遂可以借助師長所定下的規矩:286。教育的首要任務是把人性置於控制之下。荀子強調學習，知識須從外面獲得，包括儒家經書與傳統禮儀；學習須持續與累積的，這方面荀子比孟子更接近孔子的想法:307。通過讀書和思索，君子可以控制自己的情欲，使自己不貪求不正確之物，愛好禮義道德:20。憑著個人學習，加上老師的指導，有才智的人可以把自己塑造成有品德的人:308。禮義雖然是後天的，但習慣成自然，也可說是第二天性。君子先有修養品德的能力，百姓則有待君子的治理和教化，養成品德:203，通過教育的薰陶、國家的政令接受倫理綱常:60。
有學者認為荀子哲學中沒有道德自主的概念，因為禮義在人性中沒有根據，純是外在的；也有學者認為荀子贊同道德自主，因為荀子認為人的心可以自我規範，可以在道德上自主而無需依賴外在的權威:447。黃俊傑指出，孟子基本上將心視為價值意識的創造者，荀子則將心視為價值意義或規範的接受者，「心」與「理」（或「道」）析而為二，前者必須透過種種途徑或步驟才能理解或趨近於後者:331、166，完全從外在的禮義師法之化論修身問題。相對於孟子所主張的「身體的精神化」，荀子所主張的可稱為「身體的社會化」:336；孟子提倡培育有益於社會的行為，荀子則認為威懾反社會行為才是當務之急。賴蘊慧認為，荀子主張對人類行為作外在調控，比孟子理想化的說法更實際可行:42、44。若說孟子傾向理想主義，荀子則可說是傾向現實主義:35-36。

### 政治
荀子強調社會秩序的重要:192，其政治社會理論的終極關懷，是人類社會的治亂問題，要把秩序帶給未來帝王，防止社會混亂並恢復秩序:28、313。荀子繼承稷下之學，最終目標與稷下學者相同，在解決治亂問題上，結合天地、人體以及人類社會三種領域，要求統治者仿傚天地和人體原本的秩序，將此秩序實現於人類社會:27。他把推進社會的主要動力，歸之於聖人或聖王。國家社會是聖人組織的，禮義教化是聖王制定的:732，天下必須以聖人為王，推行王政，才最為善，人民都得以安居樂業，豐衣足食:369-370。他彰顯儒家的聖王理想和政教合一的觀念，聖王集政教的領導於一身，:62不怒而威，人民受感化而主動服從:117。統治者的誠心誠意，能自然地教化他人，其奧妙有如天地造化。此說與《中庸》相似，或許基於《中庸》:52、57。荀子擁護周朝的制度:352，主張「法後王」，即周文王、周武王:684。「先王」年代較早，訊息較少，「後王」才是合適的模範對象，有助學者明白古代制度的原則:422。

#### 國家
荀子解釋了國家的形成。在自然狀態中，人類既無法和平共存，又不能離群索居，如讓人類自行其是，將陷入困境。因此，人類通過人為策劃，建立社會政治組織以消除爭端:86-87。荀子此看法與西方關於國家起源的理論和霍布斯的觀點相似，國家的存在由此得到正當化:90、87。荀子劃分了三種政治形式：以「義」為基礎的理想王制国家，以「信」為基礎的霸政国家，和以權謀為基礎的、注定要滅亡的國家:91。人民的利益是最重要的，君主或政府不可以為其他事物而以人民的利益為代價:220。仁者的施政會獲人民擁戴，沒有仁義的政策將不可行；沒有實現道德力量的統治者，不具有統一天下的資格和能力:257、12。荀子可能受慎到、申不害等法家思想影響，一定程度上認同霸政:313，稱讚春秋五霸，讚美齊桓公能用人唯賢，任用管仲，不過認為五霸未能「修禮」和完善文化道德，不能使人心服。和孟子一樣，荀子為「王道」優於「霸道」，不過孟子認為王、霸根本是不同的種類，而荀子認為兩者只有程度上的不同:682-683。
荀子認為國家要控制思想，主張定立「正名」、「禁惑」的法制，有意以法令禁止儒家以外的諸子百家，可說是秦始皇焚書的始作俑者:81。他著重「正名」，認為區別人的貴賤是「名」的主要作用，名稱是由聖王制定的，經約定俗成後就不更改。此說有助統治者統一思想:711、718，當權者確立詞語的意義，可以協助控制民眾:45。荀子認為許多學說都是邪說，混淆是非，製造混亂。聖人當權時，這些邪說的大都應誅除，就像孔子誅殺少正卯:734-735。在聖王統治下，士人不應有獨立思想；在一般君主的統治下，則只有儒者才有思想獨立的權利，儒者的對手則沒有。政府應干預和結束顛覆性的思想學說:224。荀子自己不只一次離開另覓新主，但他卻反對士人出境離國以對抗君主。他似乎展望一個統一天下的國家，能獨佔所有人才，結束士人周遊列國的時代:176。
荀子主張任用賢能。他反對禪讓的做法:113，認同國君是世襲的，但要以賢人為宰相:724。不同於孟子，荀子已接受了新興的官僚制度:274。政務君主不必直接親自處理，而是由不世襲的宰相負責，這種想法和法家思想相近:725。國家運作上最關鍵的三大官職，是「宰爵」、「司徒」、「司馬」，角色分別是祭司、掌握國土人民及軍事三項:59。荀子再三肯定臣下要忠於國君，但也了解到比干、伍子胥等忠臣因進諫而遇害，提出作為臣下，面對暴君時可以明哲保身，以免因諍諫而遇害:482、480:137。荀子認為真正的臣子是「社稷之臣」，忠於國家。信陵君違抗王命，盜取虎符出兵攻秦，荀子讚揚他的抗命行為，認為他忠於社稷:174。軍事方面，荀子認為民眾的士氣和信任是致勝的基本條件:313。仁義之師能夠移風易俗。發動戰爭，是為了重建秩序，避免人民失序或受害，方為正當，不可為了爭奪:195。

#### 制度
荀子強調確立禮制，禮制是社會秩序的最高原則，區分是非的最高準則:158、160，有劃分等級的作用，使「貴賤有等，長幼有差」:77。君王要整合國家的全部資源，並按禮義原則公正地適當分配:161，藉著制定禮義，區分社會成員，以社會階級、社會關係、職業地位與能力等條件來定立分配物品的標準:193，決定社會各階層所得的資源，管控消費，也分配社會各階層應盡的權利與義務，從而使社會井然有序:157。而禮分別等級的準則，並非武斷而為，而是按個人的賢能而決定，上承孔子「以德致位」的理想:77。荀子希望每個人都知道自己適當的身份，享有什麼資源，並依禮行事:158。禮制確立後，人人安守本份，減少紛爭:77，節制了人的欲望，使眾人在有限的資源上達到均富和公道，避免貧富懸殊:207，長遠來說可以提升國人的物質生活，使社會安定，人民安樂:76。
荀子重視禮法制度。荀子既然相信人性本惡，自私無處不在，因而需要受禮法控制，透過社會政治措施加以改變:121:42。荀子所言的禮，與廣義的「法」意思相近，而與封建制度下的舊禮不盡相同:79，他有時禮法並稱:686，將禮與法相提並論，傾向主張外在的控制，禮儀從個人道德修養的媒介，變為社會控制的手段:132。禮鼓勵利他的正面行為，法則通過懲罰對付自私的負面行為，禮法互補，共同維繫社會秩序:43，規定貴賤上下，把百姓按職業分類。荀子在一定程度上承認法律的重要性:687-688，對慎到所標榜的刑與法有充分認識:274。孔子否定刑罰有教化作用，荀子則承認刑罰的威懾力，單靠正面的引導不足以改變社會:41，教化須透過賞罰措施來執行，而古代聖賢也用賞罰制度補充禮:312、317。以禮修身是君子獨一無二的特徵，庶人則缺乏禮制教育，亦不能自我約束，故須以法律管治:158。荀子這種將禮與法相提並論的觀點，可說偏離了儒家思想:44。
荀子認為法律不及禮制重要。禮與法兩者之中，要維持社會秩序，主要靠的仍是禮而不是法，法律只能用於百姓，對於士人還是應用禮樂:687-688。法治固然重要，但必須以禮治為本:158，禮的實踐，是推行法律的基礎，此關係不可顛倒:326。能否在朝廷建立禮節，將影響對衙門和民眾的管理，人民的教化應始於朝廷禮義的建立:151。荀子也認為人比「法」更重要，要治國必須有賴君子而不能單獨倚靠法制，與孔子意思相近，而與法家有根本不同:82-83。

#### 君權
荀子提倡「尊君」之說，與法家申、韓有相近之處，而與孟子大相徑庭:78。君主制國家是保持社會秩序的前提:105，政治組織由君主產生，政治生活由君主維持，定立和監督全國臣民的權利義務，治亂繫於一人，因此必須尊君。荀子希望用君長的禮義，救人性的偏失:78，君主能約束臣民，防止他們的貪婪破壞社會:106。聖王的權威是絕對的:372，他是道德榜樣，臣民導師，能帶來秩序，為臣民所仿傚，移風易俗，不用刑罰，真正實現天下太平:109、107。荀子不贊成對君主權力作制度性的限制，以免引發國家內亂；他甚至支持臣下像喪父一樣為君主守喪三年:121、106。在孔、孟的政治思想中，達則兼善天下，窮則獨善其身，但對荀子來說，個人卻沒有獨善的理由:78-79。不少學者認為荀子強調忠君之道，強化君權:133。黃俊傑認為，荀子所要傳達的是君臣關係的絕對性，臣下對君主必須服從，基本上與戰國晚期君主權力高漲的歷史背景相符合:337-338。
不過荀子的尊君，仍與法家以君主為政治主體的觀點有根本不同。荀子尊君是因為君主有重要職務，君主猶如高貴威嚴的公僕:79。作為國君的條件，是組織社會與國家的能力，解決社會民生問題:218-219，其出現乃是為人民的福祉（《荀子·大略》：天之生民，非為君也；天之立君，以為民也。），基於受人信賴而掌管權力，而不是為謀求自身的利益:87。此外與和法家不同的是，荀子不認為應把權力完全賦予國君:60，他指出君主不可以獨攬大權，要君臣分工，各有職守，打破世襲與門閥，建立專論才能的文官制度:80。荀子支持世襲王朝，接受平庸君主在位的現實，而主張君主清靜無為，遠離實際政務運作，將實際政務委托給大臣，由大臣代替君主執行:114-116。周成王與周公就是君主與賢相的典範組合。荀子的最終理想是君主為一個象徵元首，其功能主要是儀式性的，君主要能夠選拔適當的宰相而不過分干預，讓宰相能以君主的名義治國:118-120。
孔、孟重視君主的道德而不強調其權勢，法家申不害和商鞅則只重視君主的權勢而不強調其道德；荀子綜合二說，兩者並重:83。統一天下之君，必須有禮義和忠信的品德:144，心要誠懇:488。能達成仁義之德的諸侯，便具備統一天下的資格:263。君主制度有不同的模式，一是理想的聖王，一是普通的君主:121，在沒有真正王者的世界裏，君主的命令並非神聖，忠臣可以違抗君主的命令，例如竊取兵符的魏國信陵君:225-226。佐藤將之認為，荀子支持臣下按照自己對國家利益的判斷，來決定是否聽從君主的想法，並無集中君權:137、139。但臣下不遵守王命的權利，只限於為了國家社稷的最高利益，一個人不能因個人道德考慮而藐視君主命令:226。人民的認可，是政治權力的直接基礎，暴君失去民心（《荀子·王制》：君者，舟也，庶人者，水也；水则载舟，水则覆舟。）:94，不能盡其職責，則尊嚴喪失，可以廢位或誅滅，跟孟子說法相似:79。荀子抨擊現實世界中的君主，認為暴君失德將失去統治的合法性，認可湯、武革命，但沒有像孟子那樣，明確支持在現實世界中造反和推翻暴君:111。

#### 時局評論
荀子認為當時秦國可以稱為霸主，但尚未足以稱「王」。秦國佔有地理優勢，老百姓風俗樸實，服從官長，音樂和服裝都很正派；官吏則恭敬行事，認真盡責，上層官員則奉公守法，不結黨營私，君主不必辦事，而事情亦可做妥:680，行政效率很高:275。秦國四代都能戰勝其他諸侯，並非僥幸。他認為當時秦國的強大是史無前例的，但也認為專靠武力的方法，其勝利是有止境，開拓土地不如提高道德威望重要，必須起用有文化道德的人治國，才能號令天下諸侯:681、679。他指出秦國一直擔心受天下諸侯聯合對抗:314，批評秦國沒有儒者的教導:275，跟治國的理想標準還有巨大差距:314。荀子雖然深入了解秦國優勢，但並未看出短時間內將天下一統:19。他並認為即使天下統一，還是應該保留封建制度:680。

### 社會經濟
荀子贊成社會分工和合群合作，以免互相爭奪和工作怠惰:76。人類不能與野獸競爭，必須合群，形成社會組織，才能生存。社會組織中，人必須分工，各有職守，互相幫助，社會上各種人，都按一己的能力而取得其地位:719-720、723，社會資源的分配，應該合乎正義的原則:337。荀子支持封建制度，天子有天下，諸侯有國家，士大夫有田邑，官吏有俸祿，農民商人工人都是庶人，要努力工作，才可以穿衣吃飯。君子與小人的界限，要嚴格劃分，把勞心者和勞力者分為兩個不可動的階級，後者要服從前者:722。社會雖然不平等，但同時社會成員卻可從資源爭奪中解脫出來，保障大家的安全，得以共享公共福利。人們的社會地位即使並不相同，但仍可以互相監督，確保特權階級不會逃避應有責任:89-90。故大多數人都認識到，如果要得到安全與和平，就須存在社會分工:306。羅哲海認為，荀子具有社會契約的觀念:93。
荀子指出要國富民足，應「節用裕民」，國君和官員都節儉不浪費，並要減輕賦稅，協助人民增加生產:219。人欲是無窮的，必須加以限制，合乎物資供給的數量:721-722。他主張減少浪費資源，與墨家思想表面上有相似之處，但荀子認為在禮制許可的程度下，人民乃可享樂:255，如果資源處理得當，人的欲望是能到滿足的:291。為了百姓生計，政府應該輕徭薄賦，並協助流通財物，使天下物產以有易無，互相供給。物欲是生產的動機，不可一味抑制:77，要增加生產，必須改善生產者的生活，發揮他們的積極性。農業是財富根源:720。從人民生活是否飽足，可以看出國政的治亂:91。

### 自然論
荀子傾向唯物論:352，認為「天道有常，不為堯存，不為桀亡」:63，自然和物質世界獨立於人的主觀意識，自然界依照自己的規律運行，沒有目的，無所作為，獨立於人類社會，社會事情的好壞，都不能感動自然界:689-690。天地是道德中立的:291，天人界線分明，天不會干預人間事務:49。所謂天命和災異與政治和人事無關，應破除迷信，不用畏懼災異:84；自然界的不正常現象，並非社會將有災禍的預兆，天人感應說是虛構的，否定有神論和目的論。先秦諸子中，荀子的唯物主義思想是最徹底的:697、690、698，其天人界限，帶有一種以人類為中心的人文主義:318，並傾向自然主義，有異於孔、孟的天；孔、孟的天是命之主宰，荀子的天則純是自然，對天的解釋接近道家:121、123，他和莊子一樣劃分天人界限，只是把價值觀翻轉過來：天並不具有神意，亦不關心人類的命運，與人事也不呼應:318。然而，荀子也認為天地及日月的永恒運行，是統治者所應效法的對象；統治者不僅呈現天地的秩序，也應仿效天地對萬物的撫養功能:291、300。
中國思想史上，宰制自然的觀念，以荀子所論最為果斷:127。他提出利用自然和改造自然的思想，批評道家的宿命論和只知順應天命:692、694。國家治亂並非天命，人定勝天:84。社會組織和社會秩序是人類獨有的，是自然界的一個特殊領域。人是自然界的一部份，但又能作天地萬物的主人，與天、地並立而為三:693-694。但荀子認為不必深入研究自然，因為人無論如何都不能對自然界有完全的了解，即使知道很多，還是跟無知者沒有分別，不如不求甚解:710-711。李約瑟認為，荀子「否定了理論性探索的重要性」:319，其好奇心只限於對人直接有用者，可說是反科學的:279。
荀子認為「氣」是萬物的根本:689和基本要素，萬物都有氣。自然界的各種變化，來自陰陽二氣的消長與變化:73、77。荀子給萬物分類，最低等的是只由氣組成的死物，其次是有生命的植物，接著是有知覺的動物，最高等是兼具氣、生命、知覺和思想的人類，群體生活是人類生活的特質。荀子這種分階層的世界觀，反駁莊子和惠施把人和蟲混同於一的想法:91。動物和人類共有的叫「血氣」，和人類的智能相比，血氣是低一層次的:74-76。每個人的「氣」都有差別，因而有些人剛勁積極，有些人則萎靡懶惰:303。

### 宗教
荀子排除超自然力量對人的影響。祭祀不在乎是否真的有神袛，關鍵在於人的態度要誠懇:126。他反對用占卜或祈禱來尋求或影響天意:277，不相信有鬼，認為鬼只是人因恐懼而起的幻覺，否定鬼神的存在。但他還是主張保留傳統宗教儀式:701、725，像求雨、喪禮和祭祀這類宗教儀式，可以作為一種點綴和裝飾，發洩和滿足人的感情。宗教活動也可以維護等級制度，例如喪禮中天子所用的棺椁要用九層，其餘按等級遞減；貴族可以建立宗廟，而百姓則不能:726-727。荀子也批評相術，認為人的貴賤禍福與形相無關:697。

### 認知與語言
荀子的心術論包括兩個層次，一方面可能受孟子所影響，強調「誠」與修身，一方面強調靜態的心，以正確地掌握外界現象:266。心是神智的最高主宰:23，人有五種感官，而心能把五官所得的感覺綜合起來。心能保持虛靜清明，認識事物就能較為全面，對外物的認識就像鏡子對外物反映，這種說法和莊子相似:691、707、708。心並須保持「一」的狀態，以統一繁多的知識:293，用類推演繹的方法，以知道和應付自然界與社會的變化。人只要知道一般就足夠，不必對具體事物作具體研究:709-710。荀子批判一般人的認識能力，認為人絕不可能認識絕對普遍之真理。人要以理性制情感，心要「虛一而靜」，才能認識真理:135。但荀子也相信，君子的理性能力有超理性的來源:332。他誇大心的作用，認為心能「大清明」後，就能無所不知，無所不能。可能受道家思想影響:707-708，他心目中的聖人，包含有神秘主義的道家成分，聖人的心大大超出理性智能之上，能與「天」同化，不受阻礙或蒙蔽，達到真正的客觀，能調配全部的新知識:304、323-324。
語言方面，荀子認為清晰的語言是聖王的成果。萬物的名稱起源於遠古，通過約定俗成而賦予名稱的意義，就制度、官位與禮法而言，聖王確定其名稱，再約定俗成:321。

## 著作
荀子著作有數萬字:31，與孔、孟相比，荀子文章對問題的陳述更完整，對論題的推衍更充分:59。司马迁记载，荀子晚年对其大量的著作进行了整理，但这些著作并没有存世，现存著作全部来自于刘向整理。西漢末年，宫廷史官劉向整理皇室藏書，收集了322篇（篇为竹简文献的单位）荀子的著作，并认定其中290篇为重复的。刘向編輯出32篇荀子的著作，并合稱《孫卿書》。这些数字表明，荀子的文章已经独立流传了两个世纪左右。818年，楊倞校勘與注解《孫卿書》，改動了部份篇章和段落的次序，重新命名為《荀子》，這文本成為後世《荀子》各種版本的祖本:33-35。
今天普遍的共识是，《荀子》为散文集，主要为荀子所作，但书的组织肯定有改变之处。刘向的资料来源多样，比如《议兵》称荀子为孙卿子，而荀子不会如此自称I,233-39。又比如，在《非相》篇，只有开篇的几句是论述相学的，其余的文段似乎都是刘向不太知道该归于哪一篇的散文。此外，还有一些章节是一般的指导性材料，以及很少有人研究的诗词和韵文谜语。因此，重构荀子的论点需要跨章阅读，从整体上看，该书传达了一个独特的哲学立场，但个别章节本身有时是不连贯的。今本《荀子》大概有91000多字:31。

## 影響

### 思想方面
荀子深化和開拓了儒家思想，充分詮釋了孔子沒有詳細說明的人性與天道觀，豐富了儒學傳統:38。儒家一些有關孝的思想以及《孝經》中若干章節源自荀子:53。有學者認為，荀子對「誠」的闡釋，影響了《中庸》思想的形成:272。荀子許多理論和觀念，保存在《禮記》中:177。荀子在儒門中特別著重文獻知識，經學傳授也往往追溯源於荀子:288，漢代傳授《詩經》的三個學派「魯詩」、「韓詩」和「毛詩」都淵源自荀子的詩學:403。荀子接受了貴族世襲制的衰落與官僚制的興起，西漢初年儒家可能受了荀子政治觀念的影響，適應了中央集權制的做法:315。荀子的門人弟子「著書布天下」，他們承先啟後，對漢初文化復興舉足輕重:319。漢代思想家深受荀子影響。賈誼有關禮制的觀點，深受荀子思想薰陶:177；西漢初期的韓嬰受荀子啟發，在其《韓詩外傳》中引錄荀子有關修身的著作:373；董仲舒反對孟子的性善論，受到荀子影響:284，其學說也發揚了荀學；劉向亦非常尊敬荀子:403。東漢時王充、仲長統、孔融三人對孝道的批評，部份繼承荀子的觀念:498。宋代司馬光受荀子影響，贊同荀子而反對孟子人民有權革命的主張:113。荀子也影響了日本儒學，如荻生徂徠的思想受益於荀子:97。
荀子可能促進了法家的發展。因韓非、李斯都是荀子學生，有學者認為荀子可說是法家先驅:79，亦有學者反駁此說，因為法家的形成早在荀子之前:313。荀子觀點與法家學說有相通之處:37，其性惡論為韓非所繼承:284，荀子主張用暴力對付百家爭鳴，韓非和李斯都發揮這種思想。孔子誅杀少正卯的故事，最早見於《荀子》，後來少正卯就成為離經叛道的代名詞:736。荀子強調秩序，助長了專制獨裁政治的發展:121，「可能為權威主義的興起提供意識形態的基礎」:37。

### 政治方面
荀子影響了中國後世的政治文化。尤銳認為，荀子可說是中華帝國的締造者，他對戰國時代思想與政治的直接影響不及墨子或商鞅，對士大夫精神文化的長期貢獻不能與孔孟老莊相比，但他對秦漢以後歷來王朝及傳統政治文化的影響，卻超過其他思想家:138，他和韓非的思想代表了戰國時代政治思想的頂峰，為塑造帝制政治文化作出決定性貢獻:105。漢代政體與荀子思想有許多相似之處，包括經學教育、禮法並用、禮制的等級性、關注百姓經濟生活、限制臣下權力同時又保留臣子的尊嚴和進諫的權力:177。荀子建立禮制的哲學基礎，提倡禮的重要性，集禮治理論之大成，其理論使漢朝官員明白禮制對治理國家的重要性，從而建立朝廷的禮制。漢朝禮制的理論來自荀子，司馬遷對禮制意義和內容的理解，也是根據荀子:29-30，《史記：禮書》主要摘錄自荀子〈禮論〉一篇:403。荀子關於君主與士人關係的思想，對漢代以下有巨大影響:223-224。佐藤將之認為，荀子對東亞中、日、韓三國的國家、社會以及倫理觀都產生「整體性的重大影響」，改變了東亞的道德觀和倫理意識:25-26。

### 文學方面
有人認為荀子的〈賦篇〉是漢賦起源之一。〈賦篇〉採用主客問答的形式開頭，運用鋪陳和排比的手法，與後來的漢賦相似:306-307。

## 地位
荀子是中國思想史中的巨擘:88，先秦時代最後一位大儒，也是第一個描繪出帝國架構的儒者:59，尤銳稱讚他是中國歷史上最偉大的政治理論家:122-123，馮友蘭和德效騫都把荀子與亞理斯多德相比，認為荀子在中國哲學發展中的角色與貢獻，與亞理斯多德之於西方思想史相似:5、7。有關荀子在儒門的地位，看法不一。《荀子》一書從沒有被視為儒家經典:121。有的認為他是曠世鉅儒，在儒學發展史上有樞紐地位:316；有的批評他是孔門異端，法家先驅:79，背叛了儒家精神，走入法家的歧途:284:60。在漢代，荀子被尊奉為儒者典範:38，地位略低於孟子，但仍有並駕齊驅之勢:320。司馬遷在《史記》中將孟、荀二人合傳，視二人為孔子以來之兩大儒者:10，不分高下。到中唐，荀子地位不如孟子終於定案，韓愈的道統系譜，只有孟子而沒有荀子，他認為荀子「大醇而小疵」，但仍不失為聖人之徒:320-322。1084年，宋神宗下令孟子可以「配享」孔廟，荀子、揚雄及韓愈三人則從祀孔廟；孟子封「鄒國公」，而荀子只封「蘭陵伯」:317。
宋代以後荀子地位更低，受程朱理學嚴厲批評:274。宋明理學尊奉孟子之「純」，而批評荀子「駁雜」和傾向法家。荀子的思想常拿來與孟子比較，荀子不同之處，通常被視為異端或非正統:74。理學主張性善論，不少儒者如程頤、胡瑗、黃百家都批評荀子的性惡說:279，程頤認為聖人之道失傳於荀子:323，「一句性惡，大本已失」。朱熹更幾乎否認荀子是儒家:285、274，指責「荀卿全是申、韓」:323。自南宋後期起，儒者開始提出廢除荀子從祀孔廟，如熊鉌、宋濂、胡居仁等。荀子地位也因其弟子李斯焚書而受連累，唐代陸龜蒙、宋代蘇軾都因李斯而怪責荀子。1530年，荀子終於罷祀於孔廟:325-327。明末及清代，一些反理學的學者比較欣賞荀子:274。明代歸有光、李贄都重視荀子，清代考據學興起，重視禮學，荀子傳經有功，地位得以提升，如汪中、凌廷堪都讚揚荀子；嚴可均和姚諶建議荀子重新從祀孔廟，指出六經傳世乃荀子之功:328-331。
清末學風大變，維新派多抨擊荀子，梁啟超、譚嗣同都把二千年來的專制君權歸咎於荀子:332-333，譚嗣同批評荀子創立君主專制之說，背叛了孔子:110。在他的《仁学》中这样评价荀子“（中国）二千年来之学，荀学也，皆乡愿也。”民國時荀子地位更低，在反傳統運動中，荀子備受吳虞等人抨擊:334，一些知識分子把荀子視作權威主義的代表:290。1949年後，荀子卻因為思想與唯物主義相近，倍受重視，尤其在文化大革命前後:274。文革「批孔揚秦」，荀子因弟子韓非、李斯而受到讚揚:335。在20世紀學術界，有學者讚揚荀子有科學思想、邏輯思想，也有學者批評荀子的性惡論是「對人性尊嚴的否定」，而其「天人之分」則被看做「缺乏道德形上論」的證據:91-92；港、台新儒家多批評和反對荀子:25，斷言荀子不是儒者正宗:335。

## 延伸阅读
[在维基数据编辑]
 在维基文库阅读此作者作品（ 在维基共享资源阅览影像）
 《欽定古今圖書集成·理學彙編·經籍典·荀子部》，出自陈梦雷《古今圖書集成》
 《史記/卷023》，出自司馬遷《史記》
 《史記/卷074》，出自司馬遷《史記》
- 陳昭瑛. . 台北: 國立臺灣大學出版中心. 2016  [2017-11-26]. ISBN 9789863501886. （原始内容存档于2021-05-09） （中文（繁體））.
- 韋政通. . 台北: 臺灣商務印書館股份有限公司. 1992  [2017-11-26]. ISBN 957050529X. （原始内容存档于2021-05-09） （中文（繁體））.
- 伍振勳.  (PDF). 《臺大中文學報》. 2014, 46: 51–86  [2017-09-28]. （原始内容 (PDF)存档于2017-12-01） （中文（繁體））.
- 吳略余. . 《東華漢學》. 2012, 15: 31–58 （中文（繁體））.
- 林俊宏.  (PDF). 《政治科學論叢》. 1998, 9: 195–224  [2017-09-28]. （原始内容存档 (PDF)于2021-03-11） （中文（繁體））.
- 何淑靜：〈論荀子的「身—心關係」 （页面存档备份，存于）〉。
- 尤銳：〈萬能而無所為——荀子對於王權主義的調整 （页面存档备份，存于）〉。
- 佐藤将之：〈《荀子》的人“性”论是否为《韩非子》“人”观的基础？ （页面存档备份，存于）〉。
- 佐藤将之：〈《荀子》“礼治论”的思想特质暨历史定位 （页面存档备份，存于）〉。
- 佐藤將之：〈作為共生理念之基礎價値的荀子「礼」概念 （页面存档备份，存于）〉。
- 李晨阳：〈荀子“称情而立文”的命题如何成立 （页面存档备份，存于）〉。
- 郑宰相：〈朝鲜儒者之荀子观——以性恶说批判为中心 （页面存档备份，存于）〉。

## 外部連結
- 中國荀子網 （页面存档备份，存于）